# Marina Lizorkina
Marina Lizorkina (Марина Сергеевна Лизоркина) nacida el 9 de junio de 1983 en Moscú, es una cantante y artista rusa, conocida por ser ex-solista del grupo pop ruso "Serebro".
Marina fue el último miembro en unirse al grupo Serebro cuando se estaba formando. Ella vio un aviso en Internet, donde estaban buscando un cantante para formar un grupo de música de chicas y ella se arriesgó. Se aceptó su solicitud y le aceptaron en Serebro.
El 18 de junio de 2009 fue anunciado que Marina Lizorkina dejaría el grupo, debido a asuntos financieros y personales. Marina fue sustituida un tiempo más tarde por Anastasia Karpova.